# رساله ذهبیه
رساله ذهبیه (به معنی دانش نویسه طلایی) نام رساله‌ای با موضوع سلامت و درمان منتسب به علی‌بن‌موسی‌الرضا (۸۱۸–۷۶۵ میلادی) امام هشتم شیعیان است. او این رساله را به درخواست خلیفهٔ زمان خودش، مأمون نوشت. این رساله این به عنوان مهم‌ترین نوشتهٔ اسلامی در علم پزشکی مورد تکریم گرفته‌ است و عنوان رساله طلایی به این دلیل است که به دستور مأمون با جوهر طلا نگاشته شده بود. گفته می‌شود که زنجیرهٔ راویان آن به محمدبن جمهور عمی یا حسن بن محمد نوفلی می‌رسد که توسط رجال نجاشی «بسیار محترم و قابل اعتماد» شمرده شده‌ است.
این رساله شامل شاخه‌های علمی از جمله بافت‌شناسی، روان‌شناسی، شیمی و آسیب‌شناسی است. طبق این رساله، سلامت انسان با چهار عامل خون، صفرای زرد، صفرای سیاه و بلغم تعیین می‌شود که نسبت مناسب آن‌ها سلامت را حفظ می‌کند. کبد نقش مهمی در تولید و حفظ نسبت‌های مورد نیاز بدن دارد. علی‌ابن‌موسی‌الرضا بدن را به عنوان یک پادشاهی که پادشاه آن قلب است، توصیف می‌کند در حالی که عروق خونی، اندام‌ها و مغز کارگران آن هستند.

## نویسنده

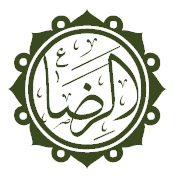
نام رضا در عربی

بر اساس برخی نظرات این رساله توسط علی بن موسی الرضا که هفتمین نسل پیامبر اسلام و هشتمین امام دوازدگانه شیعه است، نوشته شده‌ است. وی در تاریخ ۱۱ ذیقعده در منزل هفتمین امام شیعیان موسی کاظم در مدینه به دنیا آمد. وی به خراسان احضار شد و مجبور شد که از روی بی میلی جانشینی مأمون را قبول کند. اما او بیشتر از مأمون زندگی نکرد زیرا وی در تاریخ ۲۶ می ۸۱۸ میلادی توسط مأمون مسموم گردید و کشته شد. جسد وی در حرم امام رضا در مشهد به خاک سپرده شد و هم‌اکنون یکی از مهم‌ترین مکان‌های زیارتی ایران به‌شمار می‌رود.

## بازآفرینی
رساله ذهبیه برای نخستین بار با دستخط منسوب به علی بن موسی الرضا توسط حمید رابعی در کتابخانه مرکزی آستان قدس رضوی احیاء و بازآفرینی شد.

## ابهام در سند
این اثر از جهت سند برای اهالی این علم دارای ابهام است. به عنوان مثال گفته می‌شود علامه مجلسی در اعتبار این رساله تردید داشته‌است همچنین از نظر فقهی نیز تردیدهایی به این رساله وارد است.
آیت الله سید عبدالله فاطمی‌نیا نیز انتساب این رساله به علی بن موسی الرضا را رد کرده‌است. وی در همین رابطه می‌گوید: «رساله ذهبیه را به حضرت رضا نسبت دادند، بنده رفتم تحقیق کردم، دیدم این کتاب از اساس ساخته و پرداخته‌است. رساله ذهبیه یک راوی دارد و آن هم محمد بن جمهور عمی و این هم مقبول رجال نیست و نوشته‌اند لا تکتب روایته یا لا یقبل حدیثه. اینکه گفته‌اند امام رضا برای مأمون نامه طبی نوشته‌اند این غلط است. امام رضا هرگز برای مأمون رساله‌ای طبی ننوشته‌اند. رساله ذهبیه از اساس دروغ است.»

## پیش زمینه
کاخ مأمون (خلیفه/حاکم آن زمان) محل پژوهش‌های علمی و فلسفی بود که گردهمایی‌های علمی بسیاری در آن برگزار می‌شد.

یکی از آن گردهمایی دربارهٔ بدن انسان بود که دانشمندان بزرگی در آن شرکت کرده بودند. جبرئیل بن بختیشوع و ابن ماسویه از جمله شرکت کنندگان این گردهمایی بودند. حاضران بحثی طولانی دربارهٔ آرایش بدن انسان و انواع غذاها داشتند درحالی که علی بن موسی الرضا سکوت کرده بود. پس از آن مأمون از او خواست تا دانش خود را نشان دهد و امام رضا پاسخ داد:
من علاوه بر آنچه که توسط اجداد من گفته شده، دربارهٔ آنچه که شخصاً آزموده‌ام و و از دقت و صحت آن با تجربه و گذشت زمان آگاهم و هیچ‌کس نمی‌تواند آن را نادیده بگیرد و رها کند. من باید آنان را با قسمت‌های مساوی از آنچه که همگان باید بدانند گردآوری کنم.
اندکی پس از این رویداد، مأمون به سمت بلخ عازم شد و از رضا خواست تا به حرفش عمل کند و دربارهٔ بدن و سلامت آن بنویسد. از این رو علی بن موسی الرضا به درخواست مأمون رساله‌ای در این موضوع نگاشت و مأمون به جهت اهمیت آن دستور به تذهیب آن داد و آن رساله به «رساله ذهبیه» معروف گردید.